# 名郷田
名郷田（なごうだ）は、福島県郡山市に所在する町丁である。郵便番号は963-8043。

## 地理
郡山市中西部の行政区である富田町に属する。北西で富田町、北で富田東、東で富田町、南で備前舘、南西角で新屋敷、西で不動前とそれぞれ隣接する。富田第一土地区画整理事業の換地処分により富田町より分離新設された地区のうち、一級市道38号桑野日和田線以東、郡山インター線以北の区域を範囲とする。南北に縦断する内環状線を境に東に一丁目、西に二丁目が設置されている。郡山インター線とその一区画北側を並行する市道田池池ノ上線に挟まれた細長い区域であり、これらの道路沿いに店舗や家屋が立ち並ぶ。町東に所在する郡山北警察署富田交番、および堂前町に所在する郡山消防署本署がそれぞれ管轄にあたる。

## 世帯数と人口
2024年1月1日現在の世帯数と人口は以下の通りである。
| 町丁   | 世帯数  | 人口  |
| ------ | ------- | ----- |
| 名郷田 | 102世帯 | 220人 |

## 小・中学校の学区
市立小・中学校に通う場合、学区は以下の通りとなる。
| 番地 | 小学校               | 中学校             |
| ---- | -------------------- | ------------------ |
| 全域 | 郡山市立富田東小学校 | 郡山市立富田中学校 |

## 交通

### 道路
- 一級市道30号荒井八山田線（内環状線）
- 一級市道36号伊賀河原西柳作線（郡山インター線）
- 一級市道38号桑野日和田線

## 施設等
- ツルハドラッグ 富田店
- ウエルシア 郡山富田店
- ワークマンプラス 郡山富田店
- クリナップ 郡山ショールーム
- タカラスタンダード 郡山ショールーム